# Szkoła Joachima Heimanna
Szkoła Joachima Heimanna – męska szkoła żydowska we Wrocławiu, założona w 1785.
W 1817 uczyło się w niej 32 chłopców. W szkole prowadzono zajęcia z języka hebrajskiego, języka niemieckiego i rachunków. Nauka trwała 6 godzin dziennie.
Placówka została zamknięta ze względu na negatywną opinię Miejskiej Deputacji Szkolnej we Wrocławiu.